# Orvasca
Orvasca é um gênero de traça pertencente à família Arctiidae.